# Macrococcus
Macrococcus ist eine Gattung von Bakterien. Die Typusart ist Macrococcus equipercicus.

## Merkmale
Vertreter von Macrococcus sind kugel- oder kokkenförmig und treten in Paaren, Tetraden (Verbunde von vier Zellen), teilweise auch einzeln oder in Kettenkokken auf. Der Durchmesser ist 0,74–2,5 µm. Macrococcus ist nur schwach fakultativ anaerob, zeigt aber unter aeroben Bedingungen das größte Wachstum. Der Katalase- und Oxidase-Test ist positiv. Die Gattung ist gegen das vor Bakterien schützende Enzym Lysozym resistent. Ebenfalls zeigt das Antibiotikum Bacitracin keine Wirkung. Einige Arten reduzieren Nitrat, z. B. M. caseolyticus.
Diese Gattung lässt sich von Staphylococcus u. a. durch den höheren GC-Gehalt (38–45 %), das Fehlen von Teichonsäure in der Zellwand und die meist größeren Zellen unterscheiden. Weiterhin ist Macrococcus Oxidase-positiv, die meisten Staphylokokken negativ. Macrococcus findet man in der natürlichen Mikrofauna von Pferden und Rindern. Die im Jahr 2017 beschrieben Art Macrococcus canis wird mit Infektionen von Hunden in Verbindung gebracht.

## Systematik
Macrococcus zählt zu der Familie Staphylococcaceae der Ordnung Bacillales. 
Folgende Arten sind bekannt:
- Macrococcus bovicus Kloos et al. 1998
- Macrococcus brunensis Mannerová et al. 2003

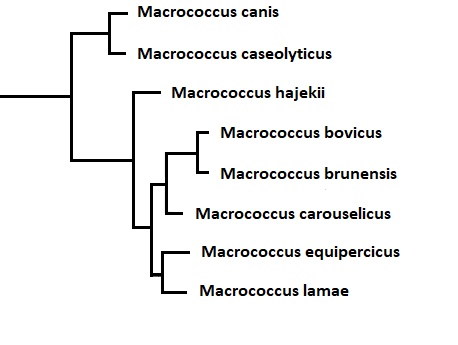
Phylogenie von Macroccoccus

- Macrococcus carouselicus Kloos et al. 1998
- Macrococcus caseolyticus (Schleifer et al. 1982) Kloos et al. 1998
- Macrococcus equipercicus Kloos et al. 1998
- Macrococcus hajekii Mannerová et al. 2003
- Macrococcus lamae Mannerová et al. 2003